# Reuler

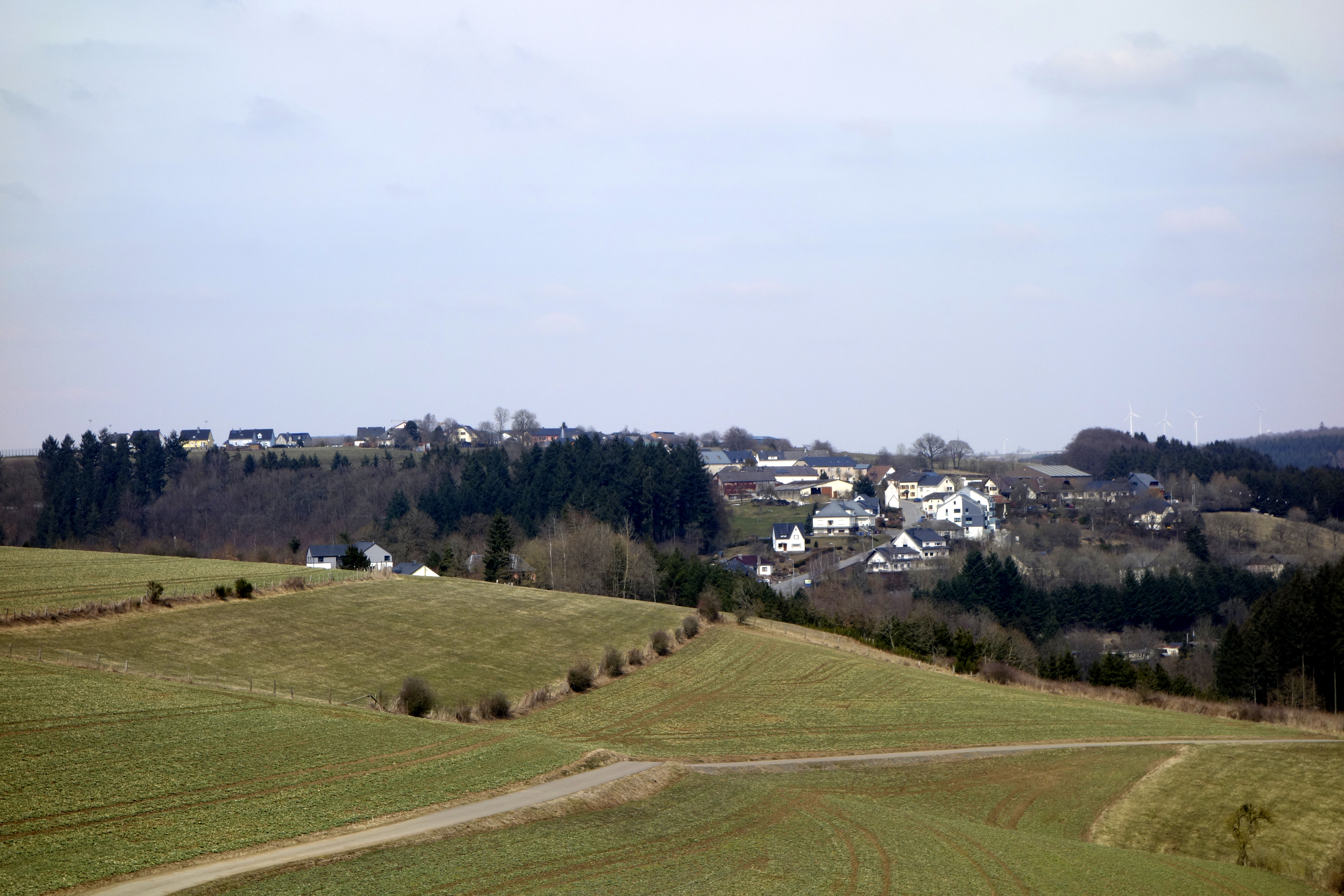
Reuler

Reuler (Luxemburgs: Reiler) is een plaats in de gemeente Clervaux en het kanton Clervaux in Luxemburg.
Reuler telt 181 inwoners (2001).

## Algemene informatie over Reuler
Reuler is een kleine plaats gelegen in de gemeente Clervaux, in het noorden van het Groothertogdom Luxemburg. Het dorp kent een landelijke charme en telt ongeveer 181 inwoners (cijfers uit 2001). Reuler ligt temidden van het heuvelachtige landschap dat typerend is voor de regio Clervaux.

### Geografie en ligging
Reuler ligt op korte afstand van het centrum van Clervaux. De natuurlijke omgeving wordt gekenmerkt door bossen en wandelpaden, wat het aantrekkelijk maakt voor liefhebbers van natuur en rust

### Voorzieningen en verblijf
In en nabij Reuler bevinden zich een aantal campings en verblijfsaccommodaties die populair zijn bij toeristen die de regio verkennen Door de nabijheid tot Clervaux genieten bewoners en bezoekers van de voorzieningen in de stad, zoals winkels, restaurants en culturele evenementen

### Gemeenschapsleven
Het dorpsleven in Reuler is kleinschalig en gemoedelijk, met gezamenlijke activiteiten en evenementen binnen de gemeente Clervaux. De ligging maakt het dorp tot een goed startpunt voor wandel- en fietstochten door de Éislek-regio. Zie ook de pagina’s over Clervaux voor meer informatie over de regio.

## School in Reuler
Het dorp Reuler beschikt over een modern schoolgebouw: het Centre scolaire Reuler, waar sinds de vroege jaren 2020 de École internationale Edward Steichen is gevestigd. Dit centrum voorziet in basis- en lager onderwijs voor kinderen uit Reuler en nabijgelegen dorpen. Het huidige schoolgebouw is onderdeel van de scholencampus die in het begin van de 21e eeuw is gerealiseerd om aan de groeiende onderwijsbehoefte in de regio te voldoen.
Dankzij deze moderne schoolvoorziening blijft Reuler aantrekkelijk voor gezinnen en wordt het leven in het dorp versterkt door een breed aanbod aan onderwijs en activiteiten. De school staat centraal in de gemeenschap en speelt een belangrijke rol in de ontwikkeling van het lokale onderwijsaanbod.
Zie ook Clervaux voor meer informatie over scholen in de regio.